# Zastoisko
Zastoisko, jezioro zastoiskowe – rodzaj jeziora lodowcowego utworzonego na przedpolu lodowca w wyniku zatamowania naturalnego odpływu wód lodowcowych przez jęzor lub czoło lodowca.

## Cechy szczególne
Jeziora zastoiskowe, powstawały w okresach cofania się (rzadziej nasuwania) lodowca, gdy masy wód roztopowych nie znajdowały sobie odpływu i zalewały przed jego czołem rozległe obszary, przy czym jeśli teren opadał w stronę lodowca – czoło to spełniało też rolę zapory, podpierającej zastoisko z jednej lub kilku stron. Na dnie takich zimnych jeziorzysk układały się poziomymi warstwami osady, zwane iłami warwowymi lub wstęgowymi, dla których charakterystyczne są kilkucentymetrowej grubości warstwy na przemian ciemniejsze i jaśniejsze. Warstwa ciemna osadzana była w zimie, warstwa jasna – w lecie.
Z biegiem czasu wody zastoisk wytwarzały sobie odpływ, a jeziora te zanikały, wypełniane przez późniejsze osady.

## Relikty zastoisk lodowcowych na obszarze Polski
Jeziora zastoiskowe powstawały w epoce lodowcowej w różnych częściach Polski w zasięgu zlodowaceń. Zastoiskiem była w swoim czasie Kotlina Warszawska. W innych miejscach, np. koło Szamotuł i na północ od Korszy, równiny iłów zastoiskowych rozciągają się na szerszej przestrzeni.
Na południe od Braniewa znajdowało się natomiast dno dawnej zatoki Bałtyku, która istniała tu wtedy, gdy morze tuż po ustąpieniu stąd lodowca miało jeszcze charakter polarny. Zalegają tam także iły, choć nieco różniące się od wstęgowych.
Strefy dawnych zastoisk stanowią równiny, zwykle podmokłe z powodu nieprzepuszczalności gruntu. Często spotyka się tu stawy. Iły warwowe, z których są one zbudowane, są doskonałym surowcem ceramicznym. Na równinach dawnych zastoisk występują też wydmy śródlądowe.